# Politics in an Oyster House
Politics in an Oyster House, deutsch Politik in einem Austernhaus, ist der Titel eines Genrebildes und Hauptwerkes des US-amerikanischen Malers Richard Caton Woodville. Das Gemälde zeigt zwei Männer im Interieur einer einfachen Austern-Taverne der Ostküste der Vereinigten Staaten bei einem Gespräch über Politik. Es entstand 1848 in Düsseldorf und führt in einem erzählerischen und realistischen Stil der Düsseldorfer Malerschule Menschen verschiedenen Charakters und Alters sowie unterschiedlicher Meinung in ihrer Streitkultur bei einem politischen Diskurs vor.

## Beschreibung und Bedeutung
Das Bild zeigt eine Szene in einem Speiselokal, wie es für Baltimore, der Heimat des Malers, in der Mitte des 19. Jahrhunderts typisch war. Zwei Herren sitzen auf einfachen Holzbänken an einem Tisch mit Steinplatte in einem Séparée. Dessen roter Vorhang ist aufgezogen und erzeugt den Effekt einer kleinen Bühne. Der Fußboden aus einfachen Holzplanken ist verschmutzt. Dort steht ein Spucknapf, das Markenzeichen des Malers auf vielen seiner Bilder. Auch liegen da eine heruntergefallene Serviette und ein ausgetretener Zigarrenstummel. Damit erhöht der Maler den Realismus seines Bildmotivs. An der schmucklosen Wand, an die eine Speisekarte geheftet ist, ragt der Arm einer damals modernen Gasbeleuchtung über den Tisch. Auf dem Tisch stehen einige Flaschen für Speisezutaten sowie ein weißes Kännchen mit Likörglas, welches anzeigt, dass das Mahl beendet ist und nunmehr der Verdauungsschnaps eingenommen wird.
Ausweislich des Bildtitels führen die Herren ein Gespräch über Politik. Vermutlich liefert die Zeitung, die der ganz in Schwarz gekleidete, bärtige jüngere Herr mit verbeultem Zylinder auf dem Kopf in der Faust seiner Linken hält, den Gesprächsstoff. Der mit weißem Kragen und Krawatte elegant gekleidete ältere Herr – grauhaarig und mit Glatze – hat seinen Zylinder hinter sich an die Wand gehängt und seinen Regenschirm rechts neben sich an den Eckpfosten des Séparées gestellt. Seine linke, geöffnete Hand hält er an sein Ohr, während seine Rechte, die in der angewinkelten Hand einen Brillenbügel umschließt, auf seinem Oberschenkel liegt. Durch den Genuss des Schnapses ist sein Gesicht, besonders die Nase, rot angelaufen.

War News from Mexico, 1848

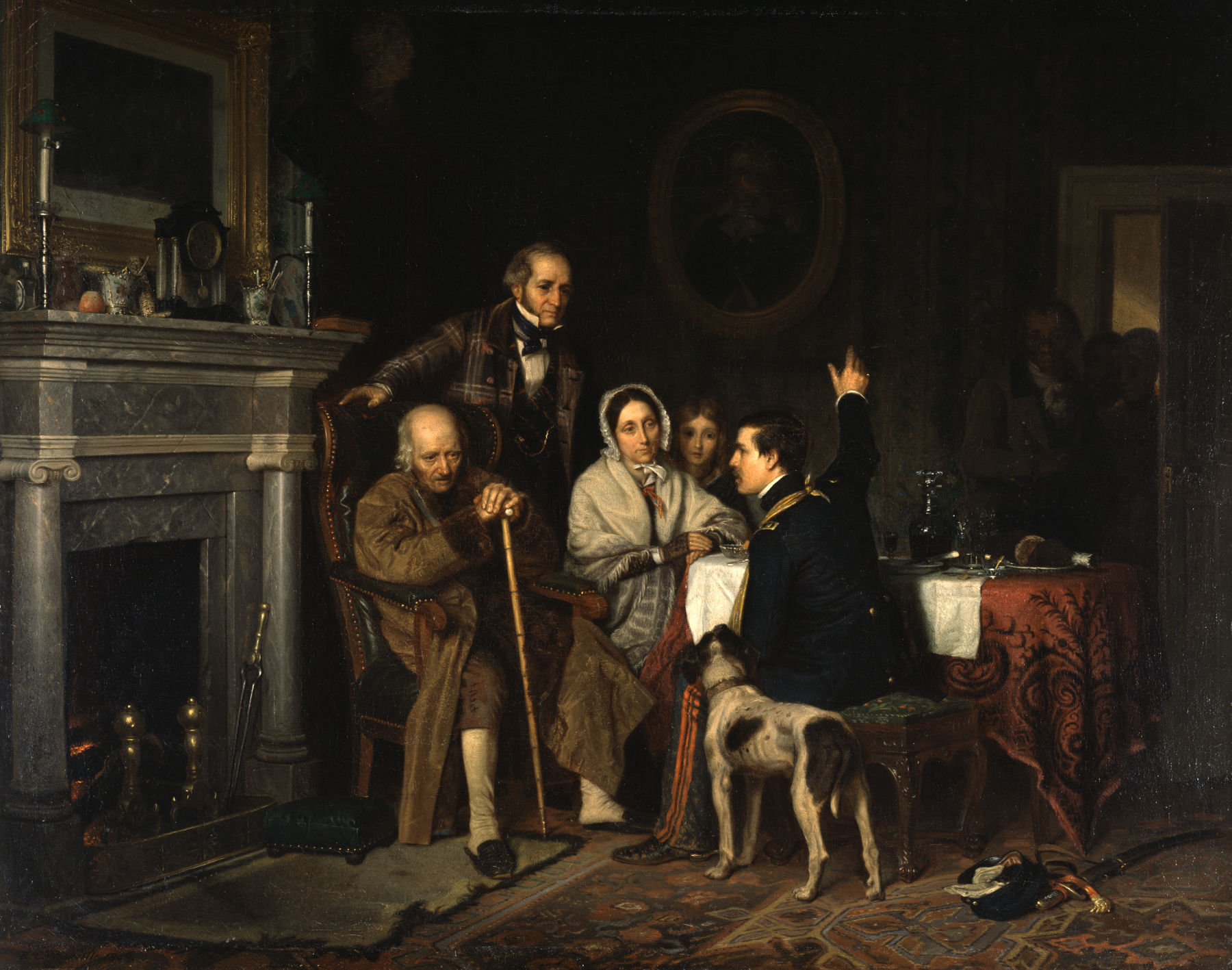
Old ’76 and Young ’48, 1849

Intensiv redet der Jüngere auf den Älteren ein und fixiert ihn dabei. Zur Bekräftigung seines politischen Standpunkts zählt er seine Argumente an den Fingern der rechten Hand auf. Währenddessen blickt der Ältere den Bildbetrachter mit skeptischem, leicht amüsiertem Gesichtsausdruck an. Ob der Ältere den Jüngeren akustisch nicht ganz versteht – dies könnte dessen geöffnete Hand am Ohr signalisieren – oder ob er dem Vortrag seines Gegenübers inhaltlich nicht folgen kann, bleibt offen. Jedenfalls erscheinen die über Mimik und Gestik dargestellten Differenzen als Ausdruck eines Gegensatzes der Temperamente. Vor dem Hintergrund des Altersunterschieds der Akteure lassen sie sich auch als Ausdruck eines gesellschaftlichen Generationenkonflikts deuten. Diese Deutung liegt auch deshalb nahe, weil Woodville in den etwa zeitgleich geschaffenen Gemälden War News from Mexico und Old ’76 and Young ’48 die zwischen Generationen differierenden Sicht- und Reaktionsweisen behandelte. 
Dadurch, dass der Maler den Älteren nonverbal mit dem Bildbetrachter kommunizieren lässt, während er den Jüngeren, der seinen verbeulten Zylinder selbst im Innern eines Séparées nicht ablegt, im Gestus aufgeregten Politisierens und Propagierens zeigt und so ein wenig ins Lächerliche zieht, baut er eine ironische Spannung auf, die eine gewisse Sympathie des Malers für den skeptischen Standpunkt des Älteren erkennen lässt.
Da der Maler eine Zweitfassung des Bildes mit dem Titel A New York Communist Advancing an Argument, deutsch Ein argumentierender New Yorker Kommunist, fertigte und 1852 präsentierte, ist näher bekannt, um welche politischen Inhalte es bei dem dargestellten Gespräch geht. Demnach ist der jüngere Herr mit Zylinder ein Anhänger des Kommunismus, der engagiert für seine politische Anschauung und Gesellschaftstheorie wirbt, während der ältere als skeptischer Vertreter des Bürgertum bzw. der Bourgeoisie erscheint. Der rote Vorhang deutet in diesem Zusammenhang das Motiv der Roten Fahne als Symbol der Revolution an. Die Zeitung versinnbildlicht die Presse und die durch dieses Massenmedium beeinflusste öffentliche Meinung als neuer, bedeutender gesellschaftlicher Faktor der Politik im 19. Jahrhundert.
Im Kontext innenpolitischer Verhältnisse der Vereinigten Staaten während der Amtszeit des Präsidenten James K. Polk lässt sich der Gesprächsgegenstand der Szene auf gesellschaftliche und politische Konfliktlinien zwischen Demokraten und Whigs über die Rolle und Macht der Zentralregierung beziehen, die in der US-Politikgeschichte unter dem Begriff Jacksonian Democracy behandelt werden. Auch der Mexikanisch-Amerikanische Krieg als politische Umsetzung der expansionistischen Doktrin der Manifest Destiny war ein kontroverses Thema dieser Zeit, auf das sich das Gespräch der Diskutanten beziehen lässt.

## Entstehung, Rezeption, Provenienz

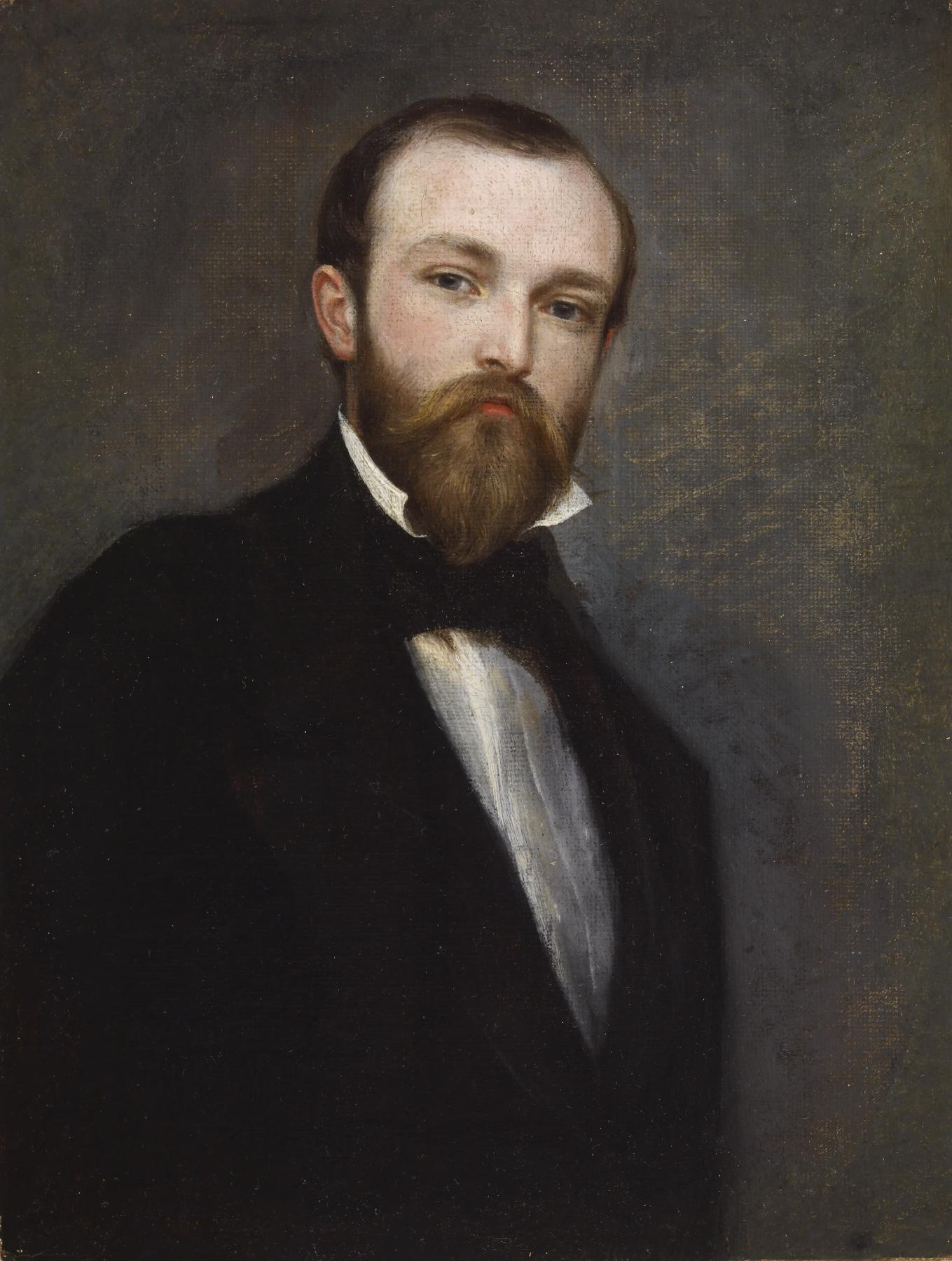
Richard Caton Woodville, Selbstporträt, 1840er Jahre

Richard Caton Woodville malte das Bild bis etwa Anfang 1848 in Düsseldorf, wo er nach einem abgebrochenen Medizinstudium seit 1845 mit seiner Frau lebte und bis 1851 in privatem Unterricht bei Karl Ferdinand Sohn zum akademischen Maler ausgebildet wurde. Sein größtes Vorbild innerhalb der Düsseldorfer Malerschule war Johann Peter Hasenclever, der – abweichend von der offiziellen Linie der Kunstakademie Düsseldorf – die Genremalerei und in dieser Gattung einen humoristischen und sozialkritischen Realismus pflegte. Von Hasenclever übernahm er verschiedene Stilmittel, auch solche für Ironie und die psychologisierende Darstellung kauziger Gestalten. Über Hasenclever und Wilhelm Kleinenbroich gelangte das Motiv des Zeitungslesers in sein Werk. Zeitgleich zu diesem Bild verwendete er das Zeitungsleser-Motiv bei dem Gemälde War News from Mexico, später erneut bei dem Bild Waiting for the Stage.

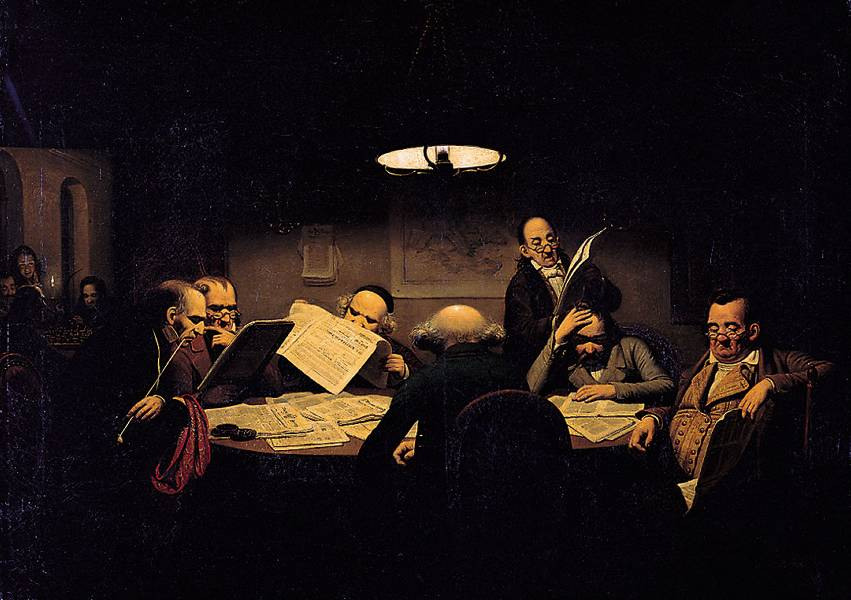
Johann Peter Hasenclever: Das Lesekabinett, 1843

Den Auftrag für das Bild Politics in an Oyster House hatte Woodville von dem Rechtsanwalt John H. B. Latrobe (1803–1891) erhalten. Latrobe, Sohn des renommierten US-Architekten Benjamin Latrobe, war 1847 auf einer Grand Tour nach Europa und dabei auch an den Rhein gereist. Während dieser Reise dürfte der Auftrag für dieses Bild bei einem persönlichen Kontakt der beiden in Düsseldorf erteilt worden sein.
Düsseldorf war als Parlamentssitz der Rheinprovinz damals ein politisches Zentrum im Königreich Preußen. Im Vormärz galt die Stadt als ein Kristallisationspunkt der politischen Diskussion und demokratischen Bewegung in Deutschland. Bereits das sogenannte Köln-Düsseldorfer Verbrüderungsfest hatte gezeigt, dass im überwiegend liberal gesinnten rheinischen Bürgertum kritische politische Ansichten und eine eigene politische Identität mit selbstbewussten Forderungen an die preußische Zentrale in Berlin entstanden waren. Als ein linker Flügel des politischen Spektrums formierte sich vor dem Hintergrund der Verelendung großer Bevölkerungsteile in den größeren, frühindustriell geprägten Städten am Rhein auch eine Arbeiterbewegung, deren ideologisches Programm Karl Marx und Friedrich Engels um die Jahreswende 1847/1848 im Manifest der Kommunistischen Partei ausformulierten. Auf die Februarrevolution 1848 in Frankreich folgte die Märzrevolution in Deutschland. In diesem Zuge konstituierte sich in Düsseldorf eine Bürgerwehr, die unter Führung von Lorenz Cantador die Forderung nach Bürgerrechten und konstitutioneller Machtbegrenzung der preußischen Krone sowie großdeutscher nationaler Vereinigung erhob. In ihren Reihen waren die Maler der Düsseldorfer Akademie stark vertreten.

Johann Peter Hasenclever: Arbeiter vor dem Magistrat, 1848–1850

Wie Hasenclever, der die revolutionär angeheizte Stimmung Düsseldorfs in dem Gemälde Arbeiter vor dem Magistrat künstlerisch verdichtete, fand auch Woodville den Stoff für sein Bild in dem politisierten Klima der Stadt. Jedoch verlegte er die Szene in ein gewöhnliches Speiselokal für Austern, einen Ort, der bei den Bewohnern an der amerikanischen Ostküste unter der Bezeichnung „Oyster House“ oder „Oyster Cellar“ im Ruf stand, eigentlich nur von Männern besucht zu werden, besonders von solchen, die gerne erhitzte politische Diskussionen führen. Zumeist nahe der Hafengebiete gelegen galten diese Lokale als schnelle und günstige Gelegenheit, ein Essen einzunehmen. Von Männern aus allen Gesellschaftsschichten wurde sie auch besucht, um sich zu treffen und Geschäfte abzuschließen. Für ehrbare Damen schickte es sich hingegen nicht, dort einzukehren.   
Per Schiff gelangte das Gemälde zunächst nach New York City, wo es kurzzeitig auf einer Ausstellung der American Art-Union zu sehen war. In Baltimore wurde es am 29. Mai 1848 am Wohnsitz Latrombes ausgeliefert. Beigefügt war eine Notiz von William Woodville V., dem Vater Woodvilles, in der dieser für seinen Sohn Folgendes erklärte: „Caton bittet mich Ihnen auszurichten, dass sie das Bild im Falle des Missfallens ohne Zögern an mich zurücksenden möchten. Mit dem größten Vergnügen würde er dann ein anderes für Sie malen.“ Anscheinend gefiel das Bild seinem Auftraggeber jedoch sehr, denn er stellte es der Maryland Historical Society für deren erste Jahresausstellung zur Verfügung, anschließend hing es bis zum Tod seiner Witwe im Jahr 1905 im Empfangssalon seines Wohnhauses. Als weiterer Besitzer des Bildes ist der kunstsinnige Ingenieur C. Morgan Marshall verbürgt, ein Vertrauter Henry Walters’, der es 1945 dem Walters Art Museum vermachte.

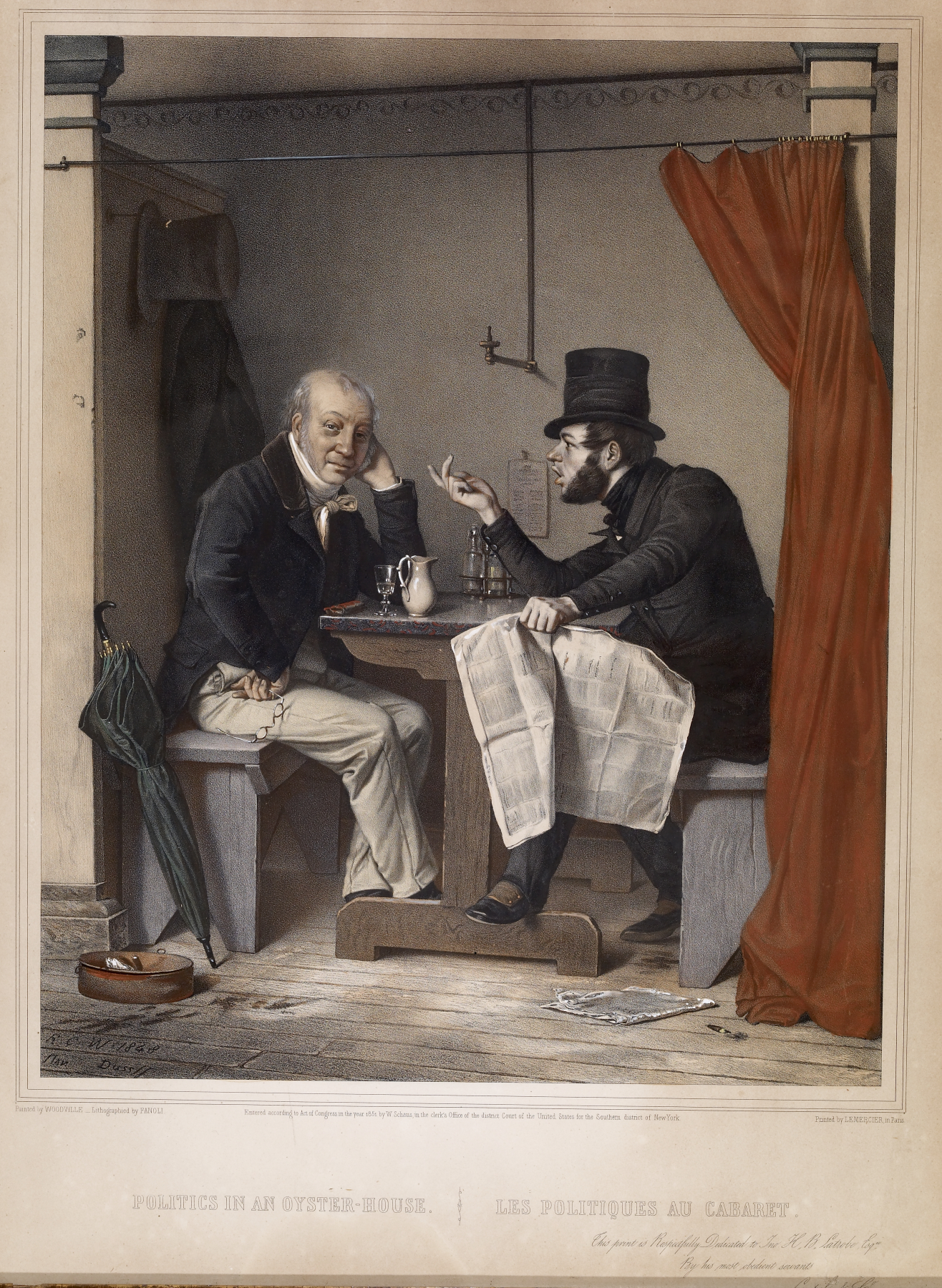
Ein kolorierter Stich von Michele Fanoli nach dem Original, 1850er Jahre

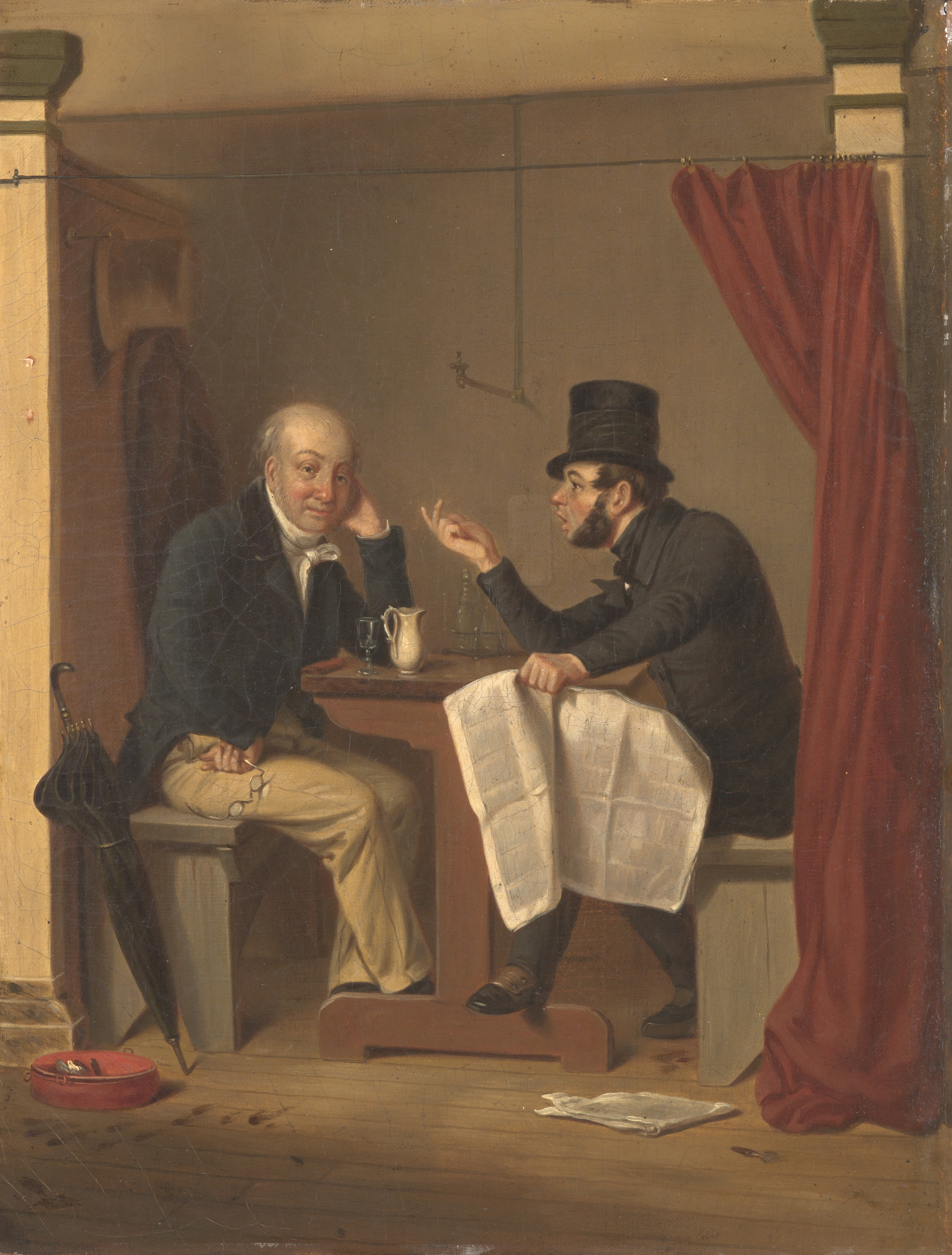
Eine Kopie des Gemäldes, Indianapolis Museum of Art

Lithografien des Bildes fertigte der italienische Maler und Stecher Michele Fanoli (1803–1876) für die New Yorker Filiale des Pariser Kunsthandelshauses Groupil & Cie. in den Jahren 1850/1851 an. Das Magazin The Literary Wold in New York City bewarb sie als eine „äußerst erlesene Darstellung amerikanischer Politiker“.
Von dem Original schuf Woodville mehrere Kopien. Eine Zweitfassung des Gemäldes malte er während eines Aufenthalts in London unter dem Titel A New York Communist Advancing an Argument und präsentierte sie im Jahr 1852 mit einigem Erfolg auf einer Ausstellung der Royal Academy of Arts. Daraufhin erschien ein Abdruck des Gemäldes in der Zeitung The Illustrated London News mit einer Rezension, in der das Bild als „ein geistvolles kleines Stück … von mehr als gewöhnlichem Verdienst“ beurteilt wurde.